# Saxophonie
Saxophonie est une œuvre de musique de chambre pour quatuor de saxophones de la compositrice française Fernande Decruck, écrite en 1934.

## Contexte et création
Fernande Decruck compose Saxophonie en 1934.

## Structure
L'œuvre comprend trois mouvements :
1. Allegro moderato
2. Lento espressivo
3. Tempo de jazz

## Discographie
- Fernande Decruck, Works by Fernande Decruck, Quatuor Ellipsos.